# 尼亞溫科查湖 (上瓊戈斯區)
12°36′03″S 75°26′40″W / 12.60083°S 75.44444°W
尼亞溫科查湖（Ñawinqucha），是秘魯的湖泊，位於該國中部胡寧大區，由萬卡約省的上瓊戈斯區負責管轄，處於尤拉赫科查湖東南面和阿克奇科查湖東北面，長2.25公里、寬0.64公里，海拔高度4,592米。